# Nationalsozialistischer Deutscher Dozentenbund
Der Nationalsozialistische Deutsche Dozentenbund, auch „NS-Dozentenbund“, NSDDB, NSDB, NSDDozB oder NSDoB (für NS-Dozentenbund oder NSD-Dozentenbund) genannt, war eine Parteigliederung der Nationalsozialistischen Deutschen Arbeiterpartei (NSDAP). Er ging aus dem Nationalsozialistischen Lehrerbund hervor und wurde im Juli 1935 auf Grund einer Anordnung des Führer-Stellvertreters Rudolf Heß errichtet.

## Struktur und Verlauf
Zweck der Organisation waren die Einflussnahme auf die Universitäten und die politische Kontrolle der Hochschullehrerschaft. Insbesondere auf Berufungen beziehungsweise Stellenbesetzungen wurde massiv Einfluss ausgeübt. Die Vertreibung jüdischer Wissenschaftler von den Universitäten betrieben maßgeblich die Aktivisten des Dozentenbundes.
1938 gehörte etwa ein Viertel der deutschen Hochschullehrerschaft dem Dozentenbund an. Vor allem in den geisteswissenschaftlichen Fakultäten war der Anteil der Mitglieder relativ hoch. Führungskräfte beim Dozentenbund (etwa als Gaudozentenbundführer) waren oft Angehörige (oder Absolventen) der medizinischen Fakultäten. Wie sämtliche nationalsozialistische Organisationen war der NSDDB nach dem Führerprinzip ausgerichtet. „Reichsdozentenführer“ war vom Entstehen der Institution bis Juni 1944 der Chirurg Walter „Bubi“ Schultze. Sein Stellvertreter wurde 1938 der Mediziner Gustav Borger.
Walter Schultze machte 1935 nach Amtsantritt seine geplante Amtsführung deutlich. Zunächst ließ er alle Parteigenossen unter den Hochschullehrern erfassen. Doch für leitende Positionen genüge das Parteiabzeichen am Revers alleine nicht, dazu müsse man auch imstande sein, „Opposition an die Wand zu drücken“. Neben der parteilichen Gesinnung, dem erkennbaren Willen und der Befähigung, die Jugend im nationalsozialistischen Geist zu erziehen, sollte vor allem die „Rassenfrage“ ein maßgeblicher Faktor im Hochschulwesen werden. Bei seiner Einweihungsrede für die Reichsuniversität Straßburg erklärte Schultze am 23. November 1941 das „Ausmerzen“ alles „Undeutschen“ aus der „Gedankenwelt unseres Volkes“ zur Zielsetzung der Hochschule. Wegen Verfehlungen zu Ungunsten eines Parteigenossen wurde er 1944 durch das NS-Parteigericht seines Amtes enthoben und durch „Reichsstudentenführer“ Gustav Adolf Scheel ersetzt. Scheel war ebenfalls Mediziner.
Um die nationalsozialistische Ideologie unter den Dozenten zu verankern, sind vier wissenschaftliche Akademien des NS-Dozentenbundes eingerichtet worden. Sie befanden sich an den Universitäten Gießen, Göttingen, Kiel und Tübingen. Doch die Wirksamkeit des Dozentenbundes wurde eingeschränkt durch das für den Nationalsozialismus typische Ämterchaos, die ungenaue Abgrenzung der Amtssprengel und -kompetenzen. So kam es am häufigsten zu Konflikten mit dem Amt Rosenberg, das die Hochschulpolitik gleichermaßen als sein Hoheitsgebiet beanspruchte. Bündnispartner des NSDDB war in diesen Konflikten oft die Dienststelle Heß. Außerdem war die Wirkung des NSDDB durch das oft geringe Ansehen ihrer Führer an den Universitäten beschränkt. Viele standen im Ruf, mangelnde wissenschaftliche Reputation und Kompetenz durch parteidienlichen Übereifer kompensieren zu wollen.
Eine besondere Art der wissenschaftlichen Fortbildung war die so genannte „Lagerarbeit“, die an die Stelle der Kongresse alten Stils treten sollte und die geistige Gleichschaltung der Teilnehmer bezweckte.
An der Universität Leipzig, deren Studienangebot 1933 vom sächsischen Volksbildungsministerium im NS-Sinne modellhaft durch ein dreistufiges Konzept der politischen Erziehung verändert wurde, betrieb der NSD-Studentenbund auf Initiative des Schulungsleiters Helmut Merzdorf zusammen mit dem NSDDB ein Amt für politische Schulung, das für die Studenten die erste Stufe einer politischen  Indoktrination war. Danach gingen sie in die Betreuung des Seminars für politische Erziehung unter dem NS-Gauschulungsleiter und späteren Oberregierungsrat Werner Studentkowski über, der ein Vorlesungsprogramm mit vielen Hochschullehrern erstellte, schließlich in die des Seminars für Politik unter dem frisch berufenen und mit einem vergrößerten Institut ausgestatteten Prof. für Politische Wissenschaften Hans Freyer, der auch im NSD-Dozentenbund führend wurde. 1936 wurde die zweite Stufe dem NSD-Studentenbund als Nationalpolitisches Seminar unter Wilhelm Matthias übertragen, der dem Rektor unmittelbar unterstellt war und ab 1939 zugleich Dozent für Volkskunde an der Hochschule für Lehrerbildung Leipzig war. 1940 wurde das ganze Konzept für gescheitert erklärt und aufgelöst.
Mit dem Kontrollratsgesetz Nr. 2 (Auflösung und Liquidierung der Naziorganisationen) vom 10. Oktober 1945 wurde auch der NSDB durch den Alliierten Kontrollrat verboten und sein Eigentum beschlagnahmt.